# Беккер, Карл Фердинанд (музыкант)
Карл Фердинанд Беккер (нем. Karl Ferdinand Becker; 17 июля 1804, Лейпциг — 26 октября 1877, Плагвиц, ныне в составе Лейпцига) — немецкий скрипач, органист, музыковед музыкальный критик. Сын Готфрида Вильгельма Беккера.
Учился в Школе Святого Фомы у Иоганна Готфрида Шихта и Фридриха Шнайдера.
В 1820—1833 гг. играл на скрипке в оркестре Гевандхауза. С 1825 года органист лейпцигской церкви Святого Петра, с 1837 года — в церкви Святого Николая. С 1848 года — профессор органа и истории музыки в Лейпцигской консерватории.
Писал статьи для «Новой музыкальной газеты» Роберта Шумана с момента её основания в 1834 году. В 1843 году исполнял обязанности редактора «Всеобщей музыкальной газеты».
Беккеру принадлежит ряд обзорных и справочных работ по истории музыки, среди которых «Справочник органиста» (нем. Rathgeber für Organisten; 1828), «Систематически-хронологическое представление музыкальной литературы» (нем. Systematisch-chrologische Darstellung der musikalischen Litteratur; 1836), «Композиторы XIX столетия» (нем. Die Tonkünstler des 19. Jahrhunderts; 1847), указатель музыкальных произведений XVI—XVII веков (нем. Die Tonwerke des 16. und 17. Jahrhunderts; 1847) и др. Подготовил публикацию нескольких сборников хоралов, в том числе собрания хоралов Иоганна Себастьяна Баха (1844).